# VV Helvoirt
VV Helvoirt is een Nederlandse amateurvoetbalvereniging uit Helvoirt in de Noord-Brabantse gemeente Vught.

## Algemeen
De vereniging is opgericht op 17 september 1937. De thuiswedstrijden worden op het Burgemeester van Hövellsportpark gespeeld.
Accommodatie
Helvoirt voetbalde in het jaar van de oprichting op een terrein van Frans Berkelmans aan de Esschebaan. Al in 1938 kreeg de club een nieuw veld van Toon Berkelmans. Het veld lag achter Café "De Keizer" aan de Rijksweg. In de oorlogsjaren 1940-1945 is er wel gevoetbald, maar op het laatst niet meer: Het veld was in beslag genomen door de Duitsers om er een kampement voor krijgsgevangenen in te richten. In 1949 is het veld behoorlijk opgeknapt. Op dat terrein heeft vv Helvoirt gevoetbald tot 1958 toen Café "De Keizer" en dus ook het voetbalveld moesten wijken voor de aanleg van de N65. In 1958 heeft de club nog een seizoen gespeeld op een terrein van de familie van Roessel aan de Udenhoutseweg. Daarna is de club verhuisd naar het "nieuwe sportcomplex" - beter bekend als de wei van Van Buul - aan de Udenhoutseweg. Op dit terrein werd gespeeld tot in 1969 het huidige "Burgemeester van Hövellsportpark" werd geopend. Waar alle elftallen van de club nog steeds hun wedstrijden afwerken.

## Standaardelftal
Het standaardelftal komt in het seizoen 2020/21 uit in de Tweede klasse zondag van het KNVB-district Zuid-I.

### Competitieresultaten 1990–2020
| 2 4E |

| 2 4B |

| 8 3B |

| 6 3C |

| 2 3C |

| 8 2A |

| 11 2B |

| 8 3B |

| 9 3C |

| 10 3B |

| 9 4E |

| 1 4F |

| 9 3C |

| 3 3C |

| 7 3C |

| 7 3C |

| 9 3C |

| 12 3C |

| 8 4F |

| 10 4F |

| 2 4E |

| 8 3C |

| 3 3C |

| 2 3C |

| 10 2F |

| 3 2F |

| 5 2H |

| 3 2F |

| 11 2H |

| 7 2H |

| -- 2H |

| - 2F |

| Tweede klasse | Derde klasse | Vierde klasse |

In elke staaf van de grafiek staat van boven naar beneden vermeld: 
- Eindnotering

Dit is de positie die de club heeft bereikt in de competitie, zonder eventuele beslissings-, play-off- of nacompetitiewedstrijden die nodig zijn geweest om bijvoorbeeld de kampioen van de competitie te bepalen.
Indien een * achter het getal staat is de notering een tussenstand en kan het zijn dat de notering niet overeenkomt met de uiteindelijke eindstand van de competitie.
Staat er een - dan is het seizoen nog bezig en is er geen definitieve uitslag bekend.
Staat er xx op de positie van de notering, dan heeft de club vroegtijdig de competitie verlaten. Dit kan onder andere komen door terugtrekking van het team, faillissement van de club of door een uitgedeelde straf van de KNVB. In veel gevallen staat elders in het artikel de reden vermeld.
Staat er een ? dan is het resultaat uit het verleden onbekend, en is alleen de competitie of het niveau bekend van dat seizoen.
In de seizoenen 2019/20 en 2020/21 werd wegens de coronacrisis het amateurvoetbal afgebroken. Daardoor kennen deze staven geen eindklassering (middels -- weergegeven).
- Competitieniveau en afdelingsletter of Officiële eindstand Eredivisie
  - Competitieniveau en afdelingsletter

Hierbij geeft het getal het niveau weer, dat ook terug te vinden is in de legenda. De letter is de afdelingsaanduiding en wordt gebruikt wanneer er meer afdelingen zijn op hetzelfde niveau. De afdelingsletter is altijd een hoofdletter en wordt meestal zonder nummer gebruikt.
Voorbeeld: 2F is niveau 2e klasse competitie F.
Het competitieniveau en nummer wordt niet vermeld wanneer er slechts één competitie van dit niveau was.
  - Officiële eindstand Eredivisie (getal staat tussen haakjes vermeld)

Sinds de introductie van play-offwedstrijden voor Europees voetbal na afloop van de reguliere competitie in 2005/06, is de KNVB verplicht een eindstand van de Eredivisie door te geven aan de UEFA aan de hand van deze play-offwedstrijden.
Bij deze eindstand staan clubs die zich hebben gekwalificeerd voor Europees voetbal hoger dan clubs die zich niet wisten te kwalificeren. Indien er geen verschil was tussen de eindnotering en de officiële eindstand, staat dit getal niet vermeld.

- Onderafdeling

Hier staat afgekort de naam van de onderafdeling indien de club in dat jaar in een onderafdeling uitkwam. Tevens staat deze afkorting in de legenda en wordt gelinkt naar het artikel over deze onderafdeling. Deze afkorting wordt alleen vermeld wanneer de club in het verleden in verschillende onderafdelingen heeft gespeeld. Deze vermelding is in de staaf altijd in kleine letters. Deze onderafdelingen zijn na het seizoen 1995/96 afgeschaft. Heeft de club in slechts één onderafdeling gespeeld, dan is dit alleen terug te vinden in de legenda.
Onder de staaf staat het jaartal vermeld waarin het seizoen is afgesloten. 15 verwijst naar het seizoen 2014/15 of eventueel het seizoen 1914/15.
Wanneer een staaf leeg is, zijn deze gegevens niet bekend. Het kan ook zijn dat de club dat seizoen niet heeft meegespeeld op het hogere amateurniveau, vroegtijdig de competitie heeft verlaten of uit de competitie is gezet.

In het seizoen 1944/45 was er wegens de Tweede Wereldoorlog geen regulier competitievoetbal.

### Trainers
1937-1938: E.Goossens
1938-1942: P.van Eerd
1942-1943: W.Kroeger
1942-1943: L.de Sonnaville
1943-1945: J.Lodestijn
1945-1948: J.Kaptijn
1948-1951: H.Wezeman
1951-1953: A.van de Waals
1953-1956: W.van de Ven
1956-1959: H.Wezeman
1959-1963: G.Krijgh
1963-1968: A.van Beek
1968-1969: A.Mathieu
1969-1975: A.van Beek
1975-1976: H.Leijtens
1976-1979: D.van Bovenkamp
1979-1982: B.Verhoeven
1982-1985: H.Leijtens
1985-1986: J.Pieters
1986-1990: G.Kops
1990-1995: D.van de Bovenkamp
1995-maart 1997: A.Faro
interim 1997: P. Meijer
1997-2002: G.Kops
2002-2004: H.van de Braak
2004-2006: R.Timmermans
2006-december 2006: F.Verspaget
interim 2007: H.van Hattum
2007-2010: H.van Hattum
2010-2018: R.Timmermans
2018-heden: H. van Hattum
VV Helvoirt · SV Real Lunet · RKVV Zwaluw VFC